# Villa Lagarina
Villa Lagarina is een gemeente in de Italiaanse provincie Trente (regio Trentino-Zuid-Tirol) en telt 3346 inwoners (31-12-2004). De oppervlakte bedraagt 24,1 km², de bevolkingsdichtheid is 139 inwoners per km².
De volgende frazioni maken deel uit van de gemeente: Castellano en Pedersano e Piazzo.

## Demografie
Villa Lagarina telt ongeveer 1349 huishoudens. Het aantal inwoners steeg in de periode 1991-2001 met 10,1% volgens cijfers uit de tienjaarlijkse volkstellingen van ISTAT.
| Jaar | Inwoneraantal |
| ---- | ------------- |
| 1991 | 2842          |
| 2001 | 3129          |

## Geografie
Villa Lagarina grenst aan de volgende gemeenten: Cavedine, Cimone, Arco, Drena, Pomarolo, Ronzo-Chienis, Isera, Rovereto en Nogaredo.

## Externe link

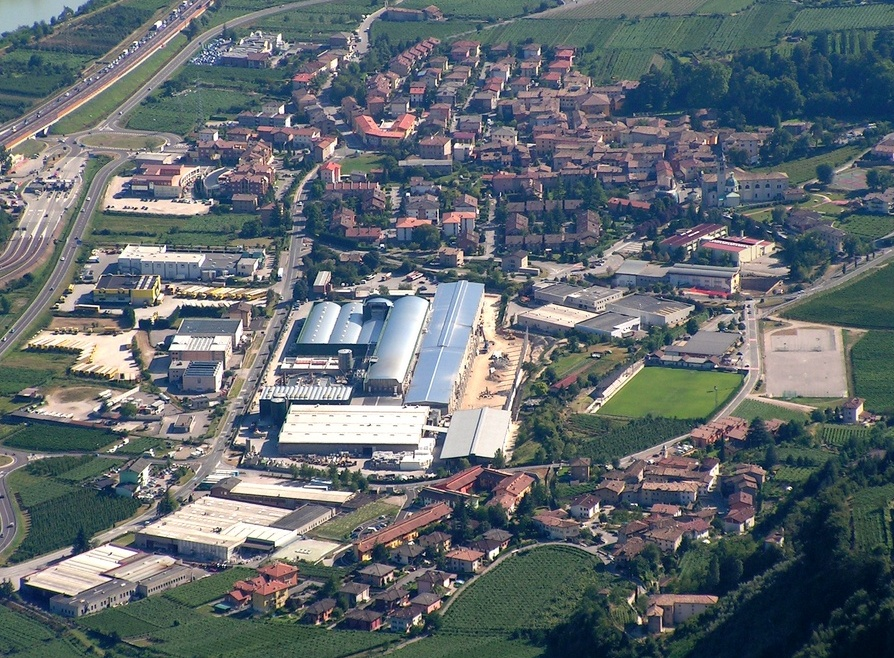